# Protomelas virgatus
Protomelas virgatus är en fiskart som först beskrevs av Trewavas, 1935.  Protomelas virgatus ingår i släktet Protomelas och familjen Cichlidae. IUCN kategoriserar arten globalt som sårbar. Inga underarter finns listade i Catalogue of Life.